# Șopârlă de nisip
Șopârla de nisip (Eremias arguta) este o șopârlă din subgenul Ommateremias, familia lacertide (Lacertidae) răspândită în regiunea aralo-caspică până la Munții Altai, iar în sud-vest înaintează până în Dobrogea. Este o specie politipică cu 6 subspecii: Eremias arguta arguta din vestul Kazahstanului, Eremias arguta deserti comună în tot sud-estul Rusiei, la est până la cursul inferior al Uralului, mai jos de 50° latitudine nordică, la sud până în Dagestan și Transcaucazia, în sud-estul  României (Moldova și Dobrogea), sudul Republicii Moldova, sudul Ucrainei, Eremias arguta uzbekistanica în sudul Kazahstanului și vestul Uzbekistanului, Eremias arguta transcaucasica în estul Transcaucaziei - Armenia (în jurul lacului Sevan), Eremias arguta darevskii în vale lacului Issâk-Kul  din Kârgâzstan, Eremias arguta potanini în sud-estul Kazahstanului, vestul Chinei și Mongoliei. În România trăiește numai subspecia Eremias arguta deserti, găsită mai ales pe dunele din Delta Dunării sau litorale (grindurile Letea, Caraorman, Sărăturile, limanurile Razelmului, punctul cel mai sudic fiind Mamaia); în sudul Moldovei apare izolat la Hanul Conachi.
Este o șopârlă mică, de 9—15 cm, cu aspect îndesat. Are capul de lungime mijlocie, destul de înalt, puternic lățit în regiunea temporală; botul scurt și rotunjit; nara înconjurată de trei scuturi mai mult sau mai puțin bombate. Trunchiul este relativ îndesat, turtit și lățit median; membrele robuste, de lungime mijlocie, iar coada scurtă, groasă și turtită la bază, subțiindu-se brusc spre partea ei terminală.  Solzii dorsali sunt mici, rotunjiți, juxtapuși, cu granule mici între ei, câte 44-55 de solzi într-un șir. Scuturile ventrale formează peste opt șiruri longitudinale, dispuse oblic, cu o convergență posterioară. Pe spate are o culoare cafeniu deschisă sau gălbuie ca nisipul (homocromie), cu resturile a șapte dungi longitudinale albe, dintre care una vertebrală transformată în oceli albi, cu marginea de culoare închisă.  Capul de culoarea nisipului, cu pete mici închise. Abdomenul este alb, cu ușor luciu de smalț, fără pete. Șopârlele tinere au desenul cu dungi longitudinale mai puțin redus, unele dungi sunt neîntrerupte; pe măsură ce șopârla îmbătrânește, dungile se segmentează și se reduc; uneori apar dungi închise transversale. Sexele se deosebesc numai după lungimea mai mare a cozii la mascul.
Șopârla de nisip în cea mai mare parte a arealului său trăiește în stepele cu loess și pelin, dar în România preferă nisipurile cu tufe rare de pe dunele litoralului Mării Negre și dunele grindurilor de origine marină; iar în zona cuprinsă între comuna Letea și punctul Gardon apare și printre culturi. Adesea, șopârla de nisip trăiește alături de șopârla de câmp (Lacerta agilis). Sapă galerii la adăpostul tufelor de euforbii, Juncus, Elymus, Hippophae, Salix repens, Ephedra etc. Se îngroapă cu multă ușurință în nisip și circulă chiar în nisip. Aleargă, fără ca abdomenul să atingă solul, cu o viteză mare, astfel încât imaginea lor nu are timp să se formeze pe retină, înregistrându-se doar mișcarea, un fel de săgetare prin nisip, de la o tufă la alta. La dezrădăcinarea tufelor, se găsesc și șopârle de nisip  îngropate în nisip.  Coloritul și desenul lor homocrom le fac invizibile. Hibernează din septembrie sau octombrie până în aprilie. Se hrănește cu diferite insecte (coleoptere etc.), păianjeni, miriapode, lăcuste; beau destul de frecvent apă. Are mulți dușmani, mai ales păsările răpitoare. Ponta este depusă în iunie-iulie în locuri ascunse și constă din 3-5 ouă, roz-gălbui, de 18 x 14 mm.